# Ladislav Synovec
Ladislav Synovec (16. června 1934 Praha – 25. května 2015) byl československý volejbalový reprezentant, mistr světa a dvojnásobný mistr Evropy, zasloužilý mistr sportu.

## Sportovní kariéra
Během své kariéry hrál za několik pražských oddílů. Dvakrát se mu podařilo získat titul mistra republiky (1955 v ÚDA Praha a 1962 v Lokomotivě Praha). Členem širší reprezentace se stal již v 17 letech. Během reprezentační kariéry získal na vrcholných soutěžích tři zlaté medaile.

## Největší úspěchy

### Mistrovství světa ve volejbalu
- 1956: MS v Paříži, 1. místo

### Mistrovství Evropy ve volejbalu
- 1955: ME v Bukurešti, 1. místo
- 1958: ME v Praze, 1. místo